# Willisia selaginoides
Willisia selaginoides là một loài thực vật có hoa trong họ Podostemaceae. Loài này được (Bedd.) Warm. ex Willis miêu tả khoa học đầu tiên năm 1902.